# Bernard de Fallois
Pour les articles homonymes, voir Fallois.
Bernard de Fallois, né le 9 mai 1926 à Paris et mort le 2 janvier 2018 à Neuilly-sur-Seine (Hauts-de-Seine), est un éditeur français, président-fondateur des Éditions de Fallois.

## Carrière
Bernard de Fallois naît le 9 mai 1926 dans le 16e arrondissement de Paris.
Il est envoyé par ses parents au Mans en classe de troisième, vers 1940. À la fin de la guerre, il est élève au lycée Janson-de-Sailly (Paris).
Il suit des études de lettres. Il est reçu premier à l'agrégation de lettres en 1948 et enseigne pendant près de quinze ans, notamment au lycée Stanislas.
À l'âge de vingt-six ans, il publie chez Gallimard Jean Santeuil en 1952, puis le Contre Sainte-Beuve en 1954, œuvres inachevées de Marcel Proust, d'après les manuscrits de l'auteur.
Entre 1959 et 1962, il a une activité de critique de cinéma sous le nom de plume de « René Cortade », choisi en référence au héros du roman de Robert Brasillach, Comme le temps passe.
En 1962, il entre au groupe Hachette Livre, où il contribue au développement du Livre de poche sous la direction de Guy Schoeller. Cette année-là, il est l'exécuteur testamentaire de Roger Nimier au décès de ce dernier.
Passionné par le cirque, il produit la troupe Los Muchachos au Grand Palais en 1969, compagnie de cirque espagnole créée à Orense en 1956 par le père Jésus Silva Mendez.
Bernard de Fallois devient le directeur général d'Hachette Livre en 1975. La même année, il entre au groupe des Presses de la Cité (propriété du groupe espagnol Grupo Planeta depuis 2008). Il y est nommé directeur général. Aux Presses de la Cité, il édite entre autres les collections de Presses Pocket ou des Éditions Julliard, entités du groupe.
En décembre 1987, Bernard de Fallois prend son indépendance et fonde sa propre maison d'édition à l'âge de soixante et un ans : les Éditions de Fallois. 
Grand patron de l'édition française réputé modeste, cultivant le goût de la discrétion et surnommé « le patriarche le plus secret de l'édition », Bernard de Fallois refusait depuis de nombreuses années de figurer dans le Who's Who ou le Bottin mondain, considérant le fait d'être mentionné dans ces annuaires de personnalités comme « un inutile artifice ». Lorsque lui fut proposée la Légion d'honneur au début des années 1980, il répondit de même « ne pas en comprendre l'intérêt ».
Ami personnel d'Emmanuel Berl, de Georges Simenon, de Marcel Pagnol, de Vladimir Volkoff, il publie leurs livres d'abord au sein du groupe de la Cité, puis aux Éditions de Fallois. Parmi ses auteurs, on peut citer Alain Peyrefitte, Valéry Giscard d'Estaing, le cardinal Lustiger, Hubert Monteilhet, Robert Merle, Fernand Braudel, Raymond Aron, Jacqueline de Romilly,  Marc Fumaroli, Hugo Claus, Charles Zorgbibe, Rose Tremain ou Françoise Chandernagor. 
Bernard de Fallois édite également les ouvrages d'auteurs des pays de l'Est ou de Suisse, tels Friedrich Dürrenmatt ou Joël Dicker, dont le roman La Vérité sur l'affaire Harry Quebert, traduit en trente langues, obtient le grand prix du roman de l'Académie française en 2012. L’œuvre de Pagnol (33 titres), fait aussi partie du catalogue des Éditions de Fallois.
Il meurt le 2 janvier 2018 à l'hôpital américain de Paris de Neuilly-sur-Seine.

## Hommage
Le 4 janvier suivant, le président de la République  Emmanuel Macron et la ministre de la Culture Françoise Nyssen, rendent  hommage à Bernard de Fallois dans un communiqué de presse,.
Une de ses dernières découvertes, Joël Dicker, lui rend hommage en le citant de nombreuses fois et en racontant leur histoire et des anecdotes, dans son livre L'Énigme de la chambre 622, sorti en mai 2020.

## Autre mandat
- Membre du comité de patronage et administrateur de la revue Commentaire (1978-2018).

## Diplôme
- Agrégé de lettres (1948).

## Publications
Bernard de Fallois a rédigé les préfaces, postfaces, introductions, présentations de plusieurs ouvrages de Joachim du Bellay, Emmanuel Berl, Robert Brasillach, Marcel Jouhandeau, Prosper Mérimée, Hubert Monteilhet, Marcel Proust, Tristan Rémy, Paul Valéry. 
Il est également l'auteur de trois livres : l'un consacré au cirque, l'autre à Georges Simenon et le dernier, publié en août 2018, est une introduction à Marcel Proust,  accompagnée du choix de maximes et de pensées de Proust que Bernard de Fallois avait publiées, précédées d’un essai sur Proust moraliste.
- Simenon, Gallimard, coll. Bibliothèque idéale, janvier 1961. Nouvelle édition, coll. Tel, février 2003  (ISBN 978-2070768219).
- Le Cirque, Duncan / Actes Sud, coll. Carnet d'expert, 1996.
- Introduction à la Recherche du temps perdu, Éditions de Fallois, 2018, 322 pages.
- Sept conférences sur Marcel Proust, Éditions de Fallois, 2019, 316 pages.
- Proust avant Proust : Essai sur Les Plaisirs et les Jours, Les Belles Lettres, 2019, 192 pages.
- Chroniques cinématographiques, Éditions de Fallois, 2019, 464 pages.

## Prix
En 2009, Bernard de Fallois reçoit le prix de la critique de l'Académie française pour l'ensemble de son œuvre critique.

## Famille
Bernard (Marie Michel Édouard) de Fallois, est le petit-fils d'Armand de Fallois, officier de l'Armée de terre française. Il est issu d'une famille de noblesse de robe lorraine ayant engendré une longue lignée de militaires.